# Lu Č’ (malíř)
Lu Č’ (čínsky pchin-jinem Lù Zhì, znaky zjednodušené 陆治, tradiční 陸治, 1496–1576) byl čínský malíř, kaligraf a básník mingského období, představitel školy Wu.

## Jména
Lu Č’ používal zdvořilostní jméno Šu-pching (čínsky pchin-jinem Shūpíng, znaky 叔平) a pseudonym Pao-šan-c’ (čínsky pchin-jinem Bāoshānzi, znaky 包山子).

## Život a dílo

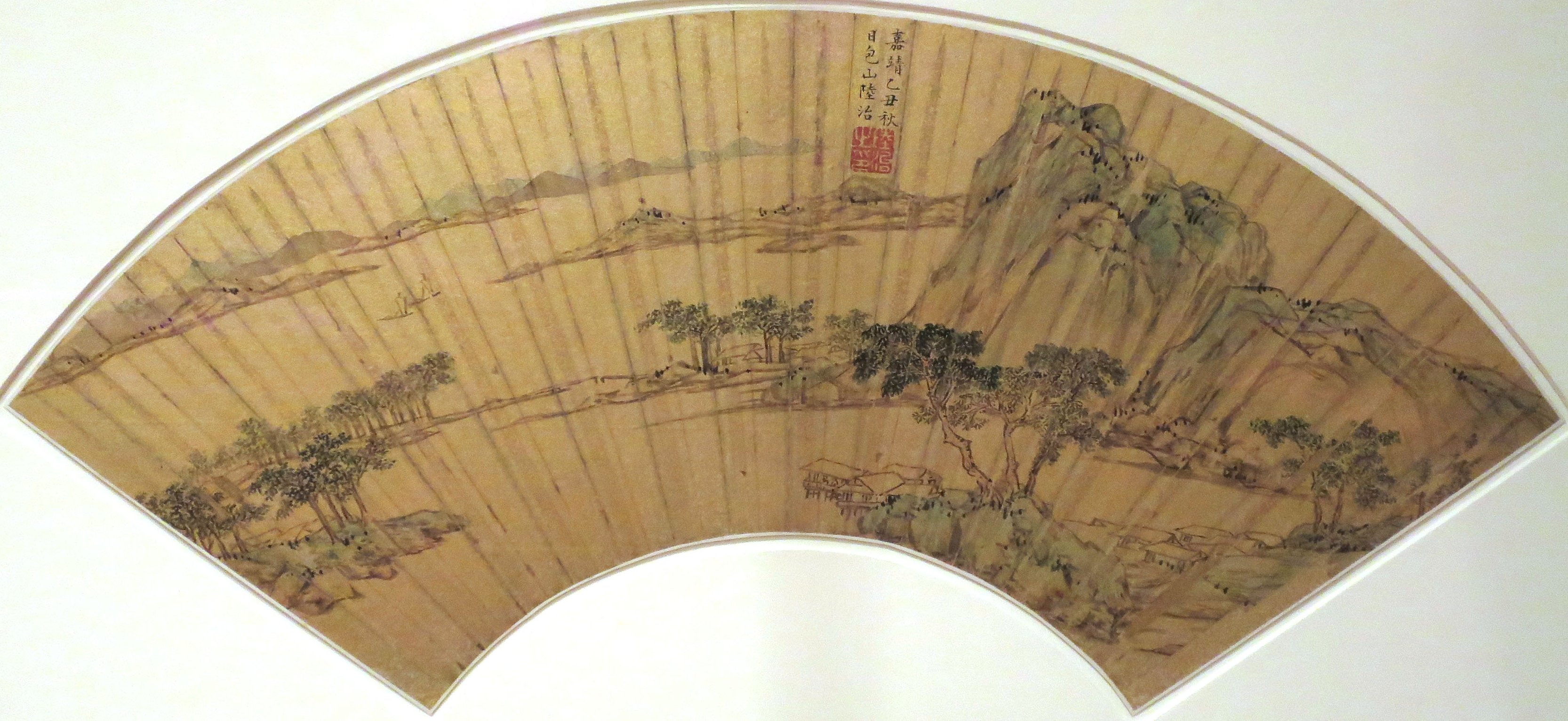
Lu Č’, Krajina, 1565, Honolulu Museum of Art, Honolulu

Lu Č’ pocházel z okresu Wu (od konce 20. století součást Su-čou). Získal uznání jako básník, kaligraf a malíř. Elegantním stylem maloval krajiny i květiny a ptáky. Byl žákem kaligrafa a malíře Wen Čeng-minga a tedy představitelem školy Wu a literátského malířství sučouského regionu.